# Переселення сербів (картина)
«Переселення сербів» (також «Міграція сербів», серб. Сеобе Срба) — монументальна історична композиція та кілька її варіацій і копій сербського художника Паї Йовановича, що зображують велике переселення сербів у кінці XVII століття.

## Історія створення
Від середини 1890-х у творчості Йовановича почався період, присвячений переважно картинам історичної тематики. В цей період створено картини «Таківське повстання» (1895), «Переселення сербів», «Вршацький триптих» і пізніші «Коронація короля Душана» (1900), «Тевтонська лють», «Битва в Тевтобуському лісі» та інші. 1895 року Йованович зустрівся з молодим королем Олександром Обреновичем, який похвалив його історичні полотна. Також художник отримав від уряду замовлення на дві монументальні композиції, присвячені історії Сербії, які планувалося представити на виставці тисячоліття в Будапешті 1896 року.
Так були створені картини «Переселення сербів» та «Вршацький триптих». Першу картину замовив парламентський комітет Карловців на чолі з Патріархом Сербським Георгієм Бранковичем, щоб увічнити Перше переселення сербів на чолі з патріархом Арсенієм III 1690 року; вартість контракту становила 10 тисяч форинтів. Другу композицію замовив муніципалітет Вршаца, рідного міста художника.
Розпочавши роботу над картиною «Переселення сербів», Йованович зустрічався з патріархом, консультувався з його церковною радою, разом з ученим-істориком архімандритом Іларіоном Руварацем відвідував фрушкогірські монастирі в пошуках історичних свідчень і документів.
Після напруженої роботи, що тривала десять місяців, навесні 1896 року обидві картини — «Переселення сербів» (на той момент найбільша за розміром картина сербських митців) та «Вршацький триптих» — були завершені і представлені патріарху Георгію. Однак патріарх залишився незадоволений композицією «Переселення», головним чином, з політичних та ідеологічних міркувань. Він зажадав переробити праву частину картини, на якій були зображені обози і стадо овець, що створювало враження «втечі» сербського народу, і замінити їх на солдатів.
Йованович виправив картину відповідним чином, проте від власного бачення не відмовився і створив ще одну версію «Переселення сербів», саме вона в даний час зберігається в Національному музеї в місті Панчево і вважається найбільш «оригінальною» з усіх інших версій і копій картини. Через ці розбіжності на виставку тисячоліття до Будапешта було вирішено відправити другу картину, «Вршацький триптих», що зображає збір врожаю і ринок Вршаца.
Третю версію «Переселення» створено 1945 року після звістки (як виявилося, хибної), що першу картину, яка перебувала в їдальні Патріаршого палацу в Сремських Карловцях, знищено. Третя варіація картини була представлена на виставці в Національному музеї Белграда 1998 року.